# Shawsheen Indians
O Shawsheen Indians foi um clube de futebol dos Estados Unidos com sede em Andover, Massachusetts, no início dos anos 1920. O clube disputou a American Soccer League.

## História
O Shawsheen Football Club, conhecido pelo apelido de The Indians, foi fundado por George Park e jogou na New Bedford Industrial Soccer League no início dos anos 1920. Em 1924, Park deixou a equipe e George Wallace, secretário particular de William Wood, proprietário da American Woolen Company, assumiu a gestão da equipe. Ele teve a visão de levar os índios ao topo do mundo do futebol americano. Para realizar esse sonho, ele convenceu o Sr. Wood a patrocinar o time e financiar a construção de um estádio de futebol de última geração, o Balmoral Park. 
Wallace então recrutou vários jogadores da liga escocesa para se mudarem para os Estados Unidos. Em 1924, os índios entraram na Copa do Estado de Massachusetts pela primeira vez, eliminando facilmente a competição, incluindo uma vitória por 3 a 0 sobre o Holyoke Falcos na final. 
No outono de 1924, Shawsheen entrou na liga semiprofissional da Nova Inglaterra conhecida como National League. Os indianos conquistaram o título da liga 1924-1925. Também participou pela primeira vez da National Challenge Cup em 1925,.
Apesar de seu status de novato, eles fugiram com o campeonato, derrotando o Chicago Canadian Club por 3-0 na final de 14 de abril de 1925 no Mark's Stadium. Wallace atingiu seu objetivo de levar seu time ao topo. Faltava apenas profissionalizar-se e competir semanalmente com os melhores times da região. Para fazer isso, ele inscreveu os Indians na American Soccer League profissional para a temporada 1925-1926. Usando uma escalação renovada, incluindo vários jogadores emprestados dos Fall River F.C., os Indians começaram bem a temporada. No entanto, William Wood morreu no início da temporada e seus sucessores acabaram com o patrocínio da American Woolen Company. Só o público não foi capaz de pagar as despesas da equipe e esta foi forçada à declarar falência, retirou-se da ASL no final de março de 1926 e encerrou as operações. 